# بولين إنجل
بولين إنجل (بالإنجليزية: Pauline Frances Engel)‏ هي مُدرسة وراهبة نيوزيلندية، ولدت في 10 سبتمبر 1930، وتوفيت في 15 نوفمبر 2017 بسبب مرض.